# Ariadne isaeus
Ariadne isaeus es una especie de lepidóptero de la familia Nymphalidae, género Ariadne.

## Subespecies
- Ariadne isaeus isaeus
- Ariadne isaeus lysias (Fruhstorfer, 1906)
- Ariadne isaeus pupillata (Fruhstorfer, 1897)

## Localización
Esta especie y sus subespecies se localizan en Malasia, Java, Sumatra, Tailandia, Birmania, Borneo, Bali y Nías.